# Agnija Sergejewna Losina-Losinskaja
Agnija Sergejewna Losina-Losinskaja (russisch Агния Сергеевна Лозина-Лозинская; * 21. Julijul. / 3. August 1903greg. in St. Petersburg; † 1958) war eine sowjetische Botanikerin und Dendrologin.

## Leben
Losina studierte an der Universität Petrograd in der Biologie-Abteilung bei Nikolai Busch mit Abschluss 1924.
Seit 1922 arbeitete Losina im Hauptbotanischen Garten der RSFSR in Petrograd und verfasste Aufsätze für wissenschaftliche Berichte über die Flora der UdSSR, der Turkmenischen SSR und Transbaikaliens.
Zur Einrichtung eines Botanischen Gartens wurde Losina 1932 nach Alma-Ata geschickt. Von 1935 bis 1937 war sie wissenschaftliche Senior-Mitarbeiterin des Botanischen Gartens in Ufa. Darauf gehörte sie bis 1940 zur wissenschaftlichen Expedition der Akademie der Wissenschaften der UdSSR zur Erforschung der Baumwoll-Kapseleule.
Während des Deutschen Angriffskriegs gegen die Sowjetunion arbeitete Losina im tatarischen Dorf Tenki und untersuchte die Winterfestigkeit von Obstpflanzen.

## Von Losina benannte Pflanzen
- Woronow-Schneeglöckchen Galanthus woronowii Losinsk.
- Fragaria gracilis Losinsk.
- Fragaria orientalis Losinsk.
- Fragaria pentaphylla Losinsk.
- Rheum maximowiczii Losinsk.
- Bellevalia aucheri Losinsk.